# Nevtrino
Nevtríno je osnovni delec s spinom 1/2, zatorej spada med fermione. Njegova masa je zelo majhna, vendar pa novejši preskusi (npr. Super-Kamiokonde) kažejo, da je različna od nič. Nevtrino interagira le s šibko interakcijo, z močno in elektromagnetno pa ne. Nevtrino označujemo z malo grško črko ν.
Ker nevtrini interagirajo le šibko, je verjetnost za njihovo interakcijo s snovjo zelo majhna. Razpolovna debelina za absorpcijo nevtrinov v svincu je okrog enega svetlobnega leta. Detektorji nevtrinov so zato izdelani tako, da vsebujejo tisoče ton snovi, od katere nekaj atomov na dan le interagira z vpadlimi nevtrini. Posebej veliko nevtrinov zaznajo takrat, ko Zemljo dosežejo nevtrini, nastali ob eksploziji supernove.
Obstajajo tri različne vrste nevtrinov: elektronski νe, mionski νμ in tauonski nevtrino ντ, ki skupaj s pripadajočimi leptoni tvorijo tri generacije leptonov v standardnem modelu. Novejše raziskave kažejo, da imajo nevtrini maso in se lahko spreminjajo v tri oblike, kar je znano kot nevtrinske oscilacije. Obstoj oscilacij razrešuje obenem problem Sončevih nevtrinov in problem atmosferskih nevtrinov.
Večina energije ob imploziji zvezde se izseva v obliki nevtrinov, ki nastanejo ob zlitju protonov in elektronov v zvezdnem jedru v nevtrone. Ob tem nastane neznanski izbruh nevtrinov. Prvi dokazi za to so postali dosegljivi leta 1987, ko so zaznali nevtrine, nastale ob izbruhu Supernove 1987a.
Pred leti se je zdelo, da bi masa nevtrinov lahko razložila maso temne snovi v Vesolju. Najnovejše raziskave pa kažejo, da je skupna masa nevtrinov v Vesolju premajhna, da bi lahko znatno prispevala k njej.
Septembra 2011 so raziskovalci eksperimenta OPERA poročali, da so zaznali nevtrine, ki so hitrejši od svetlobe. Odtlej potekajo intenzivna preverjanja tega rezultata, katerega posledice bi lahko bile daljnosežne, saj se ne skladajo s teorijo relativnosti. Novembra 2011 so preskus izboljšali, dosegli pa so podobne rezultate. Februarja 2012 so v poročilih objavili, da je takšne rezultate povzročil slab optični kabel, povezan z eno od atomskih ur, ki je merila odhodne in prihodne čase nevtrinov. Kabel bodo popravili in poskus ponovili.

## Zgodovina

### Paulijev predlog
Obstoj nevtrina (še posebej elektronskega nevtrina) je prvi predpostavil Wolfgang Ernst Pauli leta 1930, da bi pojasnil zvezni spekter pri razpadu β, razpadu atomskega jedra (za katerega tedaj niso vedeli, da vsebuje ali vključuje nevtron) v proton, elektron in antinevtrino:
n0 → p+ + e− + νe
Domneval je, da neodkriti delec odnaša opazljivo razliko v energiji, gibalni količini in vrtilni količini začetnih in končnih delcev. Pauli je domnevni delec imenoval nevtron. Ko je Chadwick leta 1932 odkril veliko masivnejši jedrski delec, ga je tudi imenoval nevtron, tako da sta bila tedaj dva delca enako poimenovana. Fermi, ki je razvil teorijo razpada β, je skoval izraz nevtrino leta 1934, da bi tako razrešil zmešnjavo pri poimenovanju delcev. Njegovo poimenovanje izhaja iz italijanščine, in pomeni »majhen nevtralen«.

### Neposredno odkritje
Wang Ganchang je leta 1942 prvi predlagal uporabo beta-kletke za eksperimentalno odkritje nevtrinov. 20. julija 1956 so Clyde Lorrain Cowan, Frederick Reines, F. B. Harrison, H. W. Kruse in A. D. McGuire v reviji Science objavili svoje odkritje nevtrina, za kar sta Cowan in Reines skoraj štirideset let kasneje leta 1995 prejela Nobelovo nagrado za fiziko.
V tem preskusu, sedaj znanem kot Cowan-Reinesov nevtrinski preskus, so nevtrini, nastali v jedrskem reaktorju z razpadom β, reagirali s protoni, pri čemer so nastali nevtroni in pozitroni:
νe + p+ → n0 + e+
Pozitron hitro najde elektron in delca se izničita, kar se opazi z izsevanima žarkoma γ. Nevtron se lahko zazna s trkom ob ustrezno jedro, pri čemer nastane žarek γ. Hkratnost obeh dogodkov - anihilacija pozitrona in zajetje nevtrona - je nezmotljiv pokazatelj, da gre za interakcijo antinevtrina.
Sedaj je znano, da sta bila oba, predlagani in opazovani delec, antinevtrina.

### Okusi nevtrina
Leon Max Lederman, Melvin Schwartz in Jack Steinberger so leta 1962 pokazali, da obstaja več kot ena vrsta nevtrinov. Najprej so odkrili interakcijo mionskega nevtrina, katerega obstoj so že domnevali, in ga imenovali nevtreto. Za to odkritje so leta 1988 prejeli Nobelovo nagrado za fiziko. Ko so leta 1975 v SLAC odkrili tretjo vrsto leptona, lepton tau, so pričakovali, da bo imel ustrezni nevtrino (tauonski nevtrino). Prvi dokaz o tej tretji vrsti nevtrina je prišel od opazovanja manjkajoče energije in gibalne količine pri razpdau τ z analogijo razpada β, kar je vodilo do odkritja te vrste nevtrina. Prvo odkritje interakcije tauonskega nevtrina so objavili poleti 2000 člani programa DONUT v Fermilabu. To je bil zadnji delec iz standardnega modela, ki so ga opazovali neposredno. Na njegov obstoj so že sklepali prek teoretične skladnosti in eksperimentalnih podatkov iz LEP.

## Detektorji nevtrinov
Obstaja več vrst detektorjev nevtrinov. Vsak tip pa vsebuje veliko količino snovi v podzemni jami in ta ga ščiti pred kozmičnim sevanjem.
- Klorovi detektorji
- Galijevi detektorji
- Detektorji s čisto vodo
- Detektorji s težko vodo